# ITF Women’s World Tennis Tour 2019 (Juli–September)
In den folgenden Tabellen werden die Tennisturniere des dritten Quartals der ITF Women’s World Tennis Tour 2019 dargestellt.

## Turnierplan
| Kategorien            | Kategorien           |
| World Tennis Tour 25+ | World Tennis Tour 15 |
| --------------------- | -------------------- |
| W100                  | —                    |
| W80                   | —                    |
| W60                   | —                    |
| W25                   | —                    |
| —                     | W15                  |

### Juli
| Datum 1 | Turnierort                                                                                                | Siegerin Einzel                    | Siegerinnen Doppel                                |
| ------- | --- | ---------------------------------- | ------------------------------------------------- |
| 01.07.  | Tianjin                                                                                                   | Wang Xinyu                         | Jiang Xinyu Tang Qianhui                          |
| 01.07.  | Denain | Eleonora Molinaro                  | Darja Mischina Xu Shilin                          |
| 01.07.  | Stuttgart Internationale Württembergische Damen-Tennis-Meisterschaften um den Stuttgarter Stadtpokal 2019 | Georgia Crăciun                    | Alena Fomina Vivien Juhászová                     |
| 01.07.  | Biella | Katarina Sawazka                   | Elena Bogdan Réka Luca Jani                       |
| 01.07.  | Den Haag                                                                                                  | Arantxa Rus                        | Valentini Grammatikopoulou Quirine Lemoine        |
| 01.07.  | Corroios-Seixal                                                                                           | Pemra Özgen                        | Alison Bai Paige Hourigan                         |
| 01.07.  | Cancún | Ingrid Gamarra Martins             | Hind Abdelouahid Marija Kosyrewa                  |
| 01.07.  | Prokuplje                                                                                                 | Seone Mendez                       | İpek Öz Melis Sezer                               |
| 01.07.  | Hua Hin                                                                                                   | Lou Brouleau                       | Robu Kajitani Aiko Yoshitomi                      |
| 01.07.  | Tabarca                                                                                                   | Anna Turati                        | Ioana Gaspar Yuliana Lizarazo                     |
| 08.07.  | Contrexéville Grand Est Open 88 2019                                                                      | Katarina Sawazka                   | Georgina García Pérez Oksana Kalaschnikowa        |
| 08.07.  | Versmold Reinert Open 2019                                                                                | Nina Stojanović                    | Amina Anschba Anastasia Dețiuc                    |
| 08.07.  | Honolulu                                                                                                  | Usue Maitane Arconada              | Hayley Carter Jamie Loeb                          |
| 08.07.  | Saskatoon                                                                                                 | Maddison Inglis                    | Hsu Chieh-yu Marcela Zacarías                     |
| 08.07.  | Ulanqab                                                                                                   | Lu Jiajing                         | Kyōka Okamura Peangtarn Plipuech                  |
| 08.07.  | Turin | Yūki Naitō                         | Chihiro Muramatsu Yūki Naitō                      |
| 08.07.  | Getxo | Despina Papamichail                | Lina Gjorcheska Anastassija Komardina             |
| 08.07.  | Cancún | Adriana Reami                      | Ingrid Gamarra Martins Eduarda Piai               |
| 08.07.  | Lima | Catalina Pella                     | Madeleine Kobelt Anna Machorkina                  |
| 08.07.  | Bukarest                                                                                                  | Georgia Crăciun                    | Oana Corneanu Oana Gavrilă                        |
| 08.07.  | Prokuplje                                                                                                 | Seone Mendez                       | Darja Astachowa Laura Svatíková                   |
| 08.07.  | Hua Hin                                                                                                   | Lou Brouleau                       | Patcharin Cheapchandej Ni Ma Zhuoma               |
| 08.07.  | Tabarca                                                                                                   | Yuliana Lizarazo                   | Martina Capurro Taborda Yuliana Lizarazo          |
| 15.07.  | Biarritz Engie Open de Biarritz Pays Basque 2019                                                          | Wiktorija Tomowa                   | Manon Arcangioli Kimberley Zimmermann             |
| 15.07.  | Nur-Sultan President’s Cup 2019/Damen                                                                     | Marie Bouzková                     | Marie Bouzková Vivian Heisen                      |
| 15.07.  | Berkeley                                                                                                  | Madison Brengle                    | Madison Brengle Sachia Vickery                    |
| 15.07.  | Gatineau                                                                                                  | Leylah Annie Fernandez             | Leylah Annie Fernandez Rebecca Marino             |
| 15.07.  | Qujing | Aleksandrina Najdenowa             | Mana Ayukawa Erika Sema                           |
| 15.07.  | Olmütz | Jesika Malečková                   | Anastasia Dețiuc Johana Marková                   |
| 15.07.  | Aschaffenburg Schönbusch Open 2019                                                                        | Despina Papamichail                | Tatiana Pieri Ivana Popovic                       |
| 15.07.  | Baja | Réka Luca Jani                     | Melanie Klaffner Mayar Sherif                     |
| 15.07.  | Imola | Stefania Rubini                    | Paula Cristina Gonçalves Nina Stadler             |
| 15.07.  | Palmela                                                                                                   | Guiomar Maristany Zuleta de Reales | Sarah Beth Grey Eden Silva                        |
| 15.07.  | Pärnu | Suzan Lamens                       | Anastasia Kulikova Elena Malygina                 |
| 15.07.  | Dijon | Mathilde Armitano                  | Mylène Halemai Laïa Petretic                      |
| 15.07.  | Cancún | Adriana Villagrán-Reami            | Adriana Villagrán-Reami Anna Rogers               |
| 15.07.  | Lima | Noelia Zeballos                    | Fernanda Labraña Camila Romero                    |
| 15.07.  | Don Benito                                                                                                | Jekaterina Schalimowa              | Alba Carrillo Marín Emilie Lindh                  |
| 15.07.  | Tabarca                                                                                                   | Federica Arcidiacono               | Federica Arcidiacono Nuria Brancaccio             |
| 22.07.  | Granby Challenger Banque Nationale de Granby 2019/Damen                                                   | Lizette Cabrera                    | Haruka Kaji Junri Namigata                        |
| 22.07.  | Prag | Tamara Korpatsch                   | Nicoleta-Cătălina Dascălu Raluca Șerban           |
| 22.07.  | Ashland                                                                                                   | Ellen Perez                        | Sanaz Marand Caitlin Whoriskey                    |
| 22.07.  | Horb am Neckar BMW AHG Cup 2019                                                                           | Lea Bošković                       | Katharina Gerlach Julia Wachaczyk                 |
| 22.07.  | Bytom | Maja Chwalińska                    | Dalma Gálfi Katarzyna Piter                       |
| 22.07.  | Porto | Eva Guerrero Álvarez               | Estelle Cascino Julia Terziyska                   |
| 22.07.  | Moskau | Wiktorija Kan                      | Amina Anschba Anastasia Dețiuc                    |
| 22.07.  | Vitoria-Gasteiz                                                                                           | Cristina Bucșa                     | Victoria Rodríguez Ana Sofía Sánchez              |
| 22.07.  | Nonthaburi                                                                                                | Jang Su-jeong                      | Eudice Chong Aldila Sutjiadi                      |
| 22.07.  | Evansville                                                                                                | Grace Min                          | Hsu Chieh-yu Chanel Simmonds                      |
| 22.07.  | Tampere                                                                                                   | Anastasia Kulikova                 | Polina Bachmutkina Noel Saidenowa                 |
| 22.07.  | Les Contamines-Montjoie                                                                                   | Joanne Züger                       | Aubane Droguet Margaux Rouvroy                    |
| 22.07.  | Schio | Yuliana Lizarazo                   | Yuliana Lizarazo Aurora Zantedeschi               |
| 22.07.  | Cancún | Thaisa Grana Pedretti              | Thaisa Grana Pedretti María José Portillo Ramírez |
| 22.07.  | Sandefjord                                                                                                | Michaela Bayerlová                 | Astrid Wanja Brune Olsen Malene Helgø             |
| 22.07.  | Tabarca                                                                                                   | Eva Vedder                         | Eva Vedder Stéphanie Visscher                     |
| 29.07.  | Lexington Kentucky Bank Tennis Championships 2019/Damen                                                   | Kim Da-bin                         | Robin Anderson Jessika Ponchet                    |
| 29.07.  | Taipeh | Walerija Sawinych                  | Riya Bhatia Ramu Ueda                             |
| 29.07.  | Bad Saulgau Knoll Open 2019                                                                               | Sara Sorribes Tormo                | Georgina García Pérez Sara Sorribes Tormo         |
| 29.07.  | Woking | Lesley Kerkhove                    | Sarah Beth Grey Eden Silva                        |
| 29.07.  | Sezze | Stefania Rubini                    | Anna Danilina Jekaterina Jaschina                 |
| 29.07.  | Grodzisk Mazowiecki                                                                                       | Maja Chwalińska                    | Ania Hertel Anastasija Shoshyna                   |
| 29.07.  | El Espinar                                                                                                | Arantxa Rus                        | Marina Bassols Ribera Feng Shuo                   |
| 29.07.  | Nonthaburi                                                                                                | Yūki Naitō                         | Eudice Chong Aldila Sutjiadi                      |
| 29.07.  | Fort Worth                                                                                                | Catherine Harrison                 | Hsu Chieh-yu Gabriela Talaba                      |
| 29.07.  | Knokke | Cindy Burger                       | Melany Solange Krywoj Chelsea Vanhoutte           |
| 29.07.  | Savitaipale                                                                                               | Anastasia Kulikova                 | Ewa Garkuscha Jekaterina Kasionowa                |
| 29.07.  | Dublin | Georgia Drummy                     | Karola Patricia Bejenaru Lisa Ponomar             |
| 29.07.  | Cancún | Thaisa Grana Pedretti              | Thaisa Grana Pedretti María José Portillo Ramírez |
| 29.07.  | Tabarca                                                                                                   | Anna Turati                        | Eva Vedder Stéphanie Visscher                     |

### August
| Datum 1 | Turnierort                                  | Siegerin Einzel             | Siegerinnen Doppel                         |
| ------- | ------------------------------------------- | --------------------------- | ------------------------------------------ |
| 05.08.  | Hechingen boso Ladies Open Hechingen 2019   | Barbara Haas                | Cristina Dinu Lina Gjorcheska              |
| 05.08.  | Warschau                                    | Maja Chwalińska             | Maja Chwalińska Ulrikke Eikeri             |
| 05.08.  | Landisville                                 | Madison Brengle             | Vania King Claire Liu                      |
| 05.08.  | Koksijde                                    | Richèl Hogenkamp            | Lara Salden Kimberley Zimmermann           |
| 05.08.  | Chiswick                                    | Samantha Murray             | Valentini Grammatikopoulou Sarah Beth Grey |
| 05.08.  | Cordenons                                   | Arantxa Rus                 | Veronika Erjavec Nika Radišić              |
| 05.08.  | Las Palmas de Gran Canaria                  | Mayar Sherif                | Victoria Rodríguez Ana Sofía Sánchez       |
| 05.08.  | Santa Cruz                                  | Jazmín Ortenzi              | Jazmín Ortenzi Noelia Zeballos             |
| 05.08.  | Olmütz                                      | Ange Oby Kajuru             | Klára Hájková Aneta Laboutková             |
| 05.08.  | Nairobi                                     | Mahak Jain                  | Paulina Jastrzębska Tiffany William        |
| 05.08.  | Tabarca                                     | Ángela Fita Boluda          | Ángela Fita Boluda Oana Gavrilă            |
| 12.08.  | Vancouver Odlum Brown Vanopen 2019          | Heather Watson              | Nao Hibino Miyu Katō                       |
| 12.08.  | Concord                                     | Caroline Dolehide           | Angela Kulikov Rianna Valdes               |
| 12.08.  | Huangshan                                   | Lee Ya-hsuan                | Jang Su-jeong Kim Na-ri                    |
| 12.08.  | Guayaquil                                   | María Camila Osorio Serrano | Hsu Chieh-yu Marcela Zacarías              |
| 12.08.  | Leipzig Leipzig Open 2019                   | Jule Niemeier               | Petra Krejsová Jesika Malečková            |
| 12.08.  | Las Palmas de Gran Canaria                  | Nuria Párrizas Díaz         | Marina Bassols Ribera Feng Shuo            |
| 12.08.  | La Paz                                      | Jazmín Ortenzi              | Jazmín Ortenzi Noelia Zeballos             |
| 12.08.  | Nairobi                                     | Mahak Jain                  | Mahak Jain Sathwika Sama                   |
| 12.08.  | Cancún                                      | Ingrid Gamarra Martins      | Haine Ogata Aiko Yoshitomi                 |
| 12.08.  | Oldenzaal                                   | Cindy Burger                | Eva Vedder Stéphanie Visscher              |
| 12.08.  | Moskau                                      | Amina Anschba               | Amina Anschba Alexandra Pospelowa          |
| 12.08.  | Tabarca                                     | Andreea Prisăcariu          | Katarína Kužmová Elena Milovanović         |
| 19.08.  | Guiyang                                     | Aleksandrina Najdenowa      | Jiang Xinyu Tang Qianhui                   |
| 19.08.  | Guayaquil                                   | María Camila Osorio Serrano | Katerina Stewart Gabriela Talaba           |
| 19.08.  | Braunschweig Braunschweig Women’s Open 2019 | Çağla Büyükakçay            | Polina Leikina Marine Partaud              |
| 19.08.  | Tsukuba                                     | Akiko Omae                  | Mana Ayukawa Erika Sema                    |
| 19.08.  | Wanfercée-Baulet                            | Andreea Mitu                | Emily Arbuthnott Chelsea Vanhoutte         |
| 19.08.  | Cancún                                      | Fernanda Contreras Gómez    | Haine Ogata Aiko Yoshitomi                 |
| 19.08.  | Lambaré                                     | Anna Morgina                | Montserrat González Noelia Zeballos        |
| 19.08.  | Moskau                                      | Amina Anschba               | Elina Awanessjan Taissija Patschkalewa     |
| 19.08.  | Tabarca                                     | Andreea Prisăcariu          | Noelia Bouzo Zanotti Giulia Crescenzi      |
| 26.08.  | Jinan                                       | You Xiaodi                  | Yuan Yue Zheng Wushuang                    |
| 26.08.  | Wien W 25 Vienna ITF World Tennis Tour 2019 | Tena Lukas                  | Vivian Heisen Katharina Hobgarski          |
| 26.08.  | Prag                                        | Barbara Haas                | Suzan Lamens Marina Melnikowa              |
| 26.08.  | Kirjat Schmona                              | Darija Snihur               | Shavit Kimchi Maya Tahan                   |
| 26.08.  | Bagnatica                                   | Tamara Korpatsch            | Carolina M. Alves Gabriela Cé              |
| 26.08.  | Nanao                                       | Junri Namigata              | Kanako Morisaki Minori Yonehara            |
| 26.08.  | Almaty                                      | Oqgul Omonmurodova          | Xenija Palkina Sopia Schapatawa            |
| 26.08.  | Pensa                                       | Witalija Djatschenko        | Wlada Kowal Kamilla Rachimowa              |
| 26.08.  | Verbier Verbier Open 2019                   | Indy de Vroome              | Xenia Knoll Simona Waltert                 |
| 26.08.  | Batumi                                      | Darja Kudaschowa            | Jacqueline Cabaj Awad Melis Sezer          |
| 26.08.  | Yeongwol                                    | Ku Yeon-woo                 | Jeong Su-nam Kim Na-ri                     |
| 26.08.  | Cancún                                      | Emilie Lindh                | Haine Ogata Aiko Yoshitomi                 |
| 26.08.  | Haren                                       | Salma Djoubri               | Emily Arbuthnott Ali Collins               |
| 26.08.  | Vrnjačka Banja                              | Silvia Njirić               | Mariana Dražić Justina Mikulskytė          |
| 26.08.  | Tabarca                                     | Seone Mendez                | Merel Hoedt Seone Mendez                   |

### September
| Datum 1 | Turnierort                         | Siegerin Einzel          | Siegerinnen Doppel                                 |
| ------- | ---------------------------------- | ------------------------ | -------------------------------------------------- |
| 02.09.  | Changsha                           | Nina Stojanović          | Jiang Xinyu Tang Qianhui                           |
| 02.09.  | Zagreb                             | Maryna Tschernyschowa    | Anna Bondár Paula Ormaechea                        |
| 02.09.  | Montreux                           | Olga Danilović           | Xenia Knoll Mandy Minella                          |
| 02.09.  | Prag                               | Jesika Malečková         | Anastasia Dețiuc Johana Marková                    |
| 02.09.  | Triest                             | Elisabetta Cocciaretto   | Cristina Dinu Angelica Moratelli                   |
| 02.09.  | Kyōto                              | Lee Ya-hsuan             | Lee Ya-hsuan Wu Fang-hsien                         |
| 02.09.  | Marbella                           | Arantxa Rus              | Irene Burillo Escorihuela Andrea Lázaro García     |
| 02.09.  | Sajur                              | Chanel Simmonds          | Alicia Barnett Chanel Simmonds                     |
| 02.09.  | Yeongwol                           | Choi Ji-hee              | Hong Seung-yeon Kim Na-ri                          |
| 02.09.  | Curtea de Argeș                    | Oana Georgeta Simion     | Oana Corneanu Oana Gavrilă                         |
| 02.09.  | Tabarca                            | Karin Kennel             | Nadia Echeverría Alam Anna Popescu                 |
| 02.09.  | Butscha                            | Justina Mikulskytė       | Wiktoryja Kanapazkaja Taissija Patschkalewa        |
| 09.09.  | Meitar                             | Clara Tauson             | Sofja Lansere Kamilla Rachimowa                    |
| 09.09.  | St. Pölten Madainitennis Open 2019 | Paula Ormaechea          | Irina Fetecău Panna Udvardy                        |
| 09.09.  | Frýdek-Místek                      | Ekaterine Gorgodse       | Lea Bošković Despina Papamichail                   |
| 09.09.  | Santa Margherita di Pula           | Arantxa Rus              | Fernanda Contreras Gómez Chiara Scholl             |
| 09.09.  | Redding                            | Gabriela Talabă          | Emina Bektas Tara Moore                            |
| 09.09.  | Buenos Aires                       | Guillermina Naya         | María Paulina Pérez García Jessica Plazas          |
| 09.09.  | Anning                             | Schibek Qulambajewa      | Schibek Qulambajewa Ma Yexin                       |
| 09.09.  | Kairo                              | Fanny Östlund            | Bojana Marinković Fanny Östlund                    |
| 09.09.  | Dijon                              | Jade Suvrijn             | Arina Gabriela Vasilescu Pauline Wuarin            |
| 09.09.  | Székesfehérvár                     | Nefisa Berberović        | Nefisa Berberović Malene Helgø                     |
| 09.09.  | Schymkent                          | Anastassija Sacharowa    | Weronika Pepeljajewa Marija Tkatschowa             |
| 09.09.  | Focșani                            | Laura Schaeder           | Oana Gavrilă Andreea Amalia Roșca                  |
| 09.09.  | Ceuta                              | Jekaterina Schalimowa    | Noelia Bouzo Zanotti Ángeles Moreno Barranquero    |
| 09.09.  | Tabarca                            | Lisa Pigato              | Natalia Siedliska Anna Ureke                       |
| 09.09.  | Lawrence                           | Vanessa Ong              | Malkia Menguene María Toran Ribes                  |
| 16.09.  | Saint-Malo                         | Warwara Gratschowa       | Ekaterine Gorgodse Maryna Zanevska                 |
| 16.09.  | Cairns                             | Asia Muhammad            | Emily Fanning Abbie Myers                          |
| 16.09.  | Roehampton                         | Nuria Párrizas Díaz      | Vivian Heisen Katharina Hobgarski                  |
| 16.09.  | Santa Margherita di Pula           | Martina Trevisan         | Alina Tscharajewa Andrea Gámiz                     |
| 16.09.  | Podgorica                          | Tena Lukas               | Amina Anschba Anastasia Dețiuc                     |
| 16.09.  | Arad                               | Andreea Mitu             | Başak Eraydın Andreea Mitu                         |
| 16.09.  | Buenos Aires                       | María Lourdes Carlé      | Candela Bugnon Guillermina Naya                    |
| 16.09.  | Anning                             | Zheng Wushuang           | Guo Meiqi Zhao Qianqian                            |
| 16.09.  | Kairo                              | Sandra Samir             | Dominique Karregat Sem Wensveen                    |
| 16.09.  | Schymkent                          | Elina Awanessjan         | Elina Awanessjan Wiktoryja Kanapazkaja             |
| 16.09.  | Melilla                            | Ángela Fita Boluda       | Darja Mischina Anna Morgina                        |
| 16.09.  | Tabarca                            | Martina Colmegna         | Natalia Siedliska Noelia Zeballos                  |
| 16.09.  | Antalya                            | Nika Schytkouskaja       | Rina Saigō Yukina Saigō                            |
| 16.09.  | Lubbock                            | Jessica Livianu          | María José Portillo Ramírez Sofia Sewing           |
| 23.09.  | Darwin                             | Lizette Cabrera          | Destanee Aiava Lizette Cabrera                     |
| 23.09.  | Caldas da Rainha                   | Isabella Schinikowa      | Jessika Ponchet Isabella Schinikowa                |
| 23.09.  | Valencia                           | Warwara Gratschowa       | Irina Bara Rebeka Masarova                         |
| 23.09.  | Templeton                          | Shelby Rogers            | Vladica Babić Caitlin Whoriskey                    |
| 23.09.  | Brünn                              | Eléonora Molinaro        | Maryna Tschernyschowa Chantal Škamlová             |
| 23.09.  | Clermont-Ferrand                   | Urszula Radwańska        | Ulrikke Eikeri Lara Salden                         |
| 23.09.  | Roehampton                         | Anna-Lena Friedsam       | Samantha Murray Anna Smith                         |
| 23.09.  | Kaposvár                           | Dejana Radanović         | Dalma Gálfi Adrienn Nagy                           |
| 23.09.  | Santa Margherita di Pula           | Yūki Naitō               | Estelle Cascino Giorgia Marchetti                  |
| 23.09.  | São Paulo                          | Carolina M. Alves        | Bárbara Gatica Rebeca Pereira                      |
| 23.09.  | Anning                             | Zheng Wushuang           | Sheng Yuqi Zheng Wushuang                          |
| 23.09.  | Kairo                              | Nastja Kolar             | Lamis Alhussein Abdel Aziz Anastassija Solotarjowa |
| 23.09.  | Johannesburg                       | Chanel Simmonds          | Caroline Roméo Chanel Simmonds                     |
| 23.09.  | Tabarca                            | Aurora Zantedeschi       | Martina Colmegna María Herazo González             |
| 23.09.  | Antalya                            | Marija Timofejeva        | Weronika Falkowska Martyna Kubka                   |
| 30.09.  | Charleston                         | Caroline Dolehide        | Anna Danilina Ingrid Neel                          |
| 30.09.  | Brisbane                           | Asia Muhammad            | Destanee Aiava Naiktha Bains                       |
| 30.09.  | Santa Margherita di Pula           | Tena Lukas               | Eri Hozumi Yūki Naitō                              |
| 30.09.  | Sosopol                            | Petja Arschinkowa        | Elena Kralewa Stela Peewa                          |
| 30.09.  | Santiago                           | Fernanda Brito           | Romina Ccuno Melissa Morales                       |
| 30.09.  | Scharm asch-Schaich                | Dasha Ivanova            | Dasha Ivanova Justina Mikulskytė                   |
| 30.09.  | Andrézieux-Bouthéon                | Xenia Knoll              | Valentina Losciale Carla Touly                     |
| 30.09.  | Santarém                           | María Gutiérrez Carrasco | Celia Cerviño Ruiz Matilde Jorge                   |
| 30.09.  | Pretoria                           | Merel Hoedt              | Caroline Roméo Chanel Simmonds                     |
| 30.09.  | Tabarca                            | Noelia Zeballos          | Giulia Crescenzi Aurora Zantedeschi                |
| 30.09.  | Antalya                            | Sabina Sharipova         | Rina Saigō Yukina Saigō                            |
| 30.09.  | Tschornomorsk                      | Jewgenija Lewaschowa     | Jewgenija Lewaschowa Taissija Patschkalewa         |
| 30.09.  | Norman                             | Anna Turati              | Fernanda Labraña Anna Turati                       |